# Julien Guiomar
Julien Guiomar (3 de maio de 1928 - 22 de novembro de 2010) foi um ator francês.